# Lâm Quang Ky
Lâm Quang Ky (1839 - 1868), tên cũ là Lâm Văn Ky, tự Hưng Thái; là Phó tướng của Nguyễn Trung Trực trong phong trào kháng Pháp vào nửa cuối thế kỷ 19 ở Nam Bộ, Việt Nam. Năm 1868, sau khi bị quân Pháp phản công trong trận đồn Kiên Giang, ông hy sinh mình để cứu chủ tướng nên bị bắt và bị chém chết. 

## Tiểu sử
Ông sinh tại rạch Kim Qui, xã Vân Khánh Đông, huyện An Biên, tỉnh Rạch Giá (nay là tỉnh Kiên Giang). Thân sinh là ông Lâm Kim Diệu (gốc người Hoa) và bà Nguyễn Thị Của.

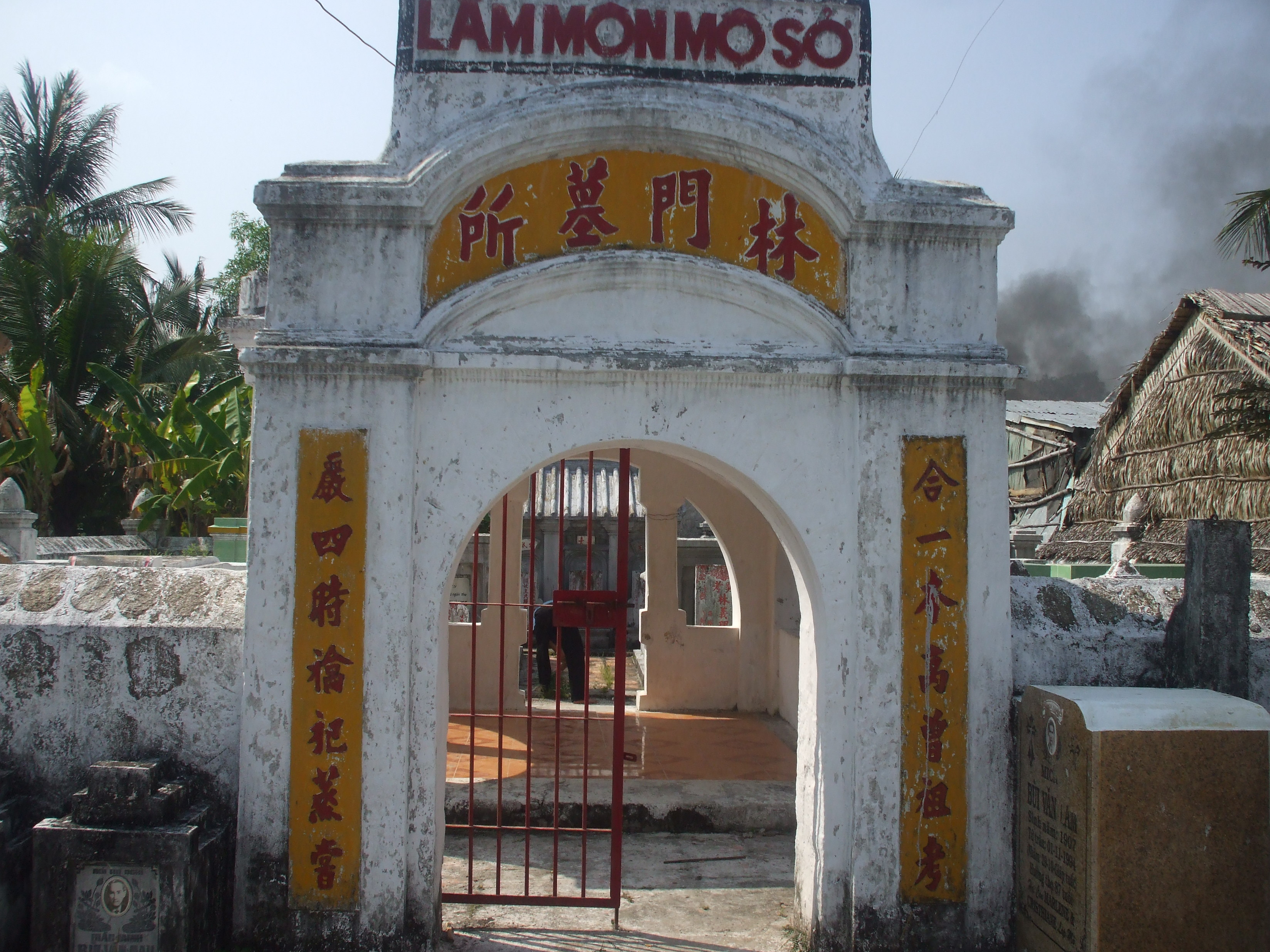
Khu mộ dòng họ Lâm, tại xã Vĩnh Hòa Hiệp.

Theo sách Hỏi đáp về cuộc khởi nghĩa Nguyễn Trung Trực  thì sau khi thành Hà Tiên thất thủ ngày 23 tháng 6 năm 1867, ông Nguyễn Trung Trực không theo lệnh triều đình rút quân ra Bình Thuận mà đưa quân đến lập căn cứ ở Hòn Chông (nay thuộc Bình An, Kiên Lương, Kiên Giang). Rồi có lần, nhờ người giới thiệu, ông Trực đến Tà Niên tìm gặp Lâm Quang Ky. Do tương đồng chí hướng, Nguyễn Trung Trực nhận ông Ky cùng 4 người bạn của ông, đó là: Trịnh Văn Tư, Hồng Văn Ngàn, Ngô Văn Búp và Nguyễn Văn Niên; vào đội ngũ kháng Pháp.
Ngoài tinh thần chống ngoại xâm cao, Lâm Quang Ky còn khá tinh thông võ nghệ, có uy tín nên ông chiêu mộ được nhiều người nữa cùng tham gia vào đội nghĩa quân, suốt từ vùng An Biên đến Rạch Giá. Do vậy, Lâm Quang Ky được Nguyễn Trung Trực phong làm Phó tướng.
Tờ mờ sáng ngày 16 tháng 6 năm 1868, nghĩa quân Nguyễn Trung Trực, trong đó có Lâm Quang Ky, đã tổ chức tấn công chiếm lấy đồn Kiên Giang, và làm chủ nơi đó được 5 ngày. Hai ngày sau, ngày 18 tháng 6, Trung tá hải quân A. Léonard Ansart, Trần Bá Lộc, Tổng Đốc Phương mang binh từ Vĩnh Long sang tiếp cứu. Ngày 21 tháng 6 năm 1868, quân Pháp phản công dữ dội khiến Nguyễn Trung Trực phải cho lui quân về lại Hòn Chông. Trong cuộc rút chạy này, Lâm Quang Ky, Trịnh Văn Tư, Ngô Văn Búp... đều bị bắt.

## Sự tích về cái chết của Lâm Quang Ky
Có hai câu chuyện kể về hành động cảm tử của Lâm Quang Ky để cứu chủ tướng Nguyễn Trung Trực.
- Theo câu chuyện truyền miệng của người dân tại vùng Tà Niên, Rạch Giá:

Bởi cảm thương cho tình cảnh quân Pháp đã bắt mẹ của Nguyễn Trung Trực để uy hiếp ông phải ra hàng; và vì muốn vị chủ tướng phải sống để tiếp tục công cuộc kháng Pháp, nên Lâm Quang Ky đã quyết định hy sinh tấm thân mình.
Trước khi ra hàng quân Pháp, Lâm Quang Ky đã làm lễ xin chịu tang trước cho ông bà, cha mẹ và quỳ trước mặt cha là Lâm Kim Diệu, dâng khay trầu rượu bày tỏ với cha ý nguyện đóng giả chủ tướng, để nạp mình cho Pháp và cũng xin cha bỏ qua tội không thể làm tròn chữ hiếu...Khi tới đầu thú, ông tự xưng là Nguyễn Trung Trực. Quân Pháp cả tin, không một chút nghi ngờ. Nhưng hôm đó có Lượm, một người lính nghĩa quân đào ngũ đã chuyển sang làm việc cho Pháp và cung cấp thông tin để Pháp bắt được nhiều nghĩa quân, nên được thăng tới chức "đội". Lượm mách nhỏ cho Pháp biết người đầu thú là Lâm Quang Ky, rằng viên thuộc tướng giả danh này cũng cực kỳ nguy hiểm.
Biết rõ chuyện, Pháp rất tức giận, liền ra lệnh đóng gông vào cổ ông cùng 2 cận vệ là Ngô Văn Búp và Trịnh Văn Tư, rồi sai người dẫn tất cả ra chợ Rạch Giá chém chết ngay. Hôm ấy nhằm ngày 12 tháng 5 năm Mậu Thìn (tức 1 tháng 7 năm 1868).
- Theo bài viết Làng Vĩnh Hòa Đông của Nguyễn Thị Diệp Mai:

Lâm Quang Ky không ra đầu thú mà bị quân Pháp bắt được khi đang cầm chân đối phương để chủ tướng chạy thoát. Chuyện kể rằng, sau khi quân Nguyễn Trung Trực hạ thành Rạch Giá, Pháp điều quân từ Vĩnh Long đến giải nguy và để chiếm lại thành. Do nghĩa quân thế cô, vũ khí kém, nên thành không giữ được.
Trong tình thế hiểm nghèo, Lâm Quang Ky cùng một số nghĩa quân cảm tử tự nguyện ở lại cầm chân quân Pháp, để Nguyễn Trung Trực rút lực lượng chính về Hòn Chông. Lâm Quang Ky mặc chiến bào của Nguyễn Trung Trực, cầm cờ lệnh, cố tình chiến đấu kéo dài thời gian. Cuối cùng, quân Pháp bắt được ông cùng với sáu nghĩa binh khác. Khi ấy, chỉ huy quân Pháp đinh ninh ông là Nguyễn Trung Trực nên không cho quân truy đuổi nữa. Qua ngày hôm sau, cai đội Lượm vì biết rõ mặt Lâm Quang Ky nên việc bị bại lộ. Rất tức giận, Pháp sai người đem tất cả ra chém chết tại chợ Rạch Giá mà không cần xét xử.
Tuy màu sắc của những câu chuyện có khác nhau, nhưng tựu trung, tất cả đều có điểm chung là ca ngợi, tán tụng tinh thần xả thân cứu chủ tướng của Lâm Quang Ky.

## Tưởng nhớ

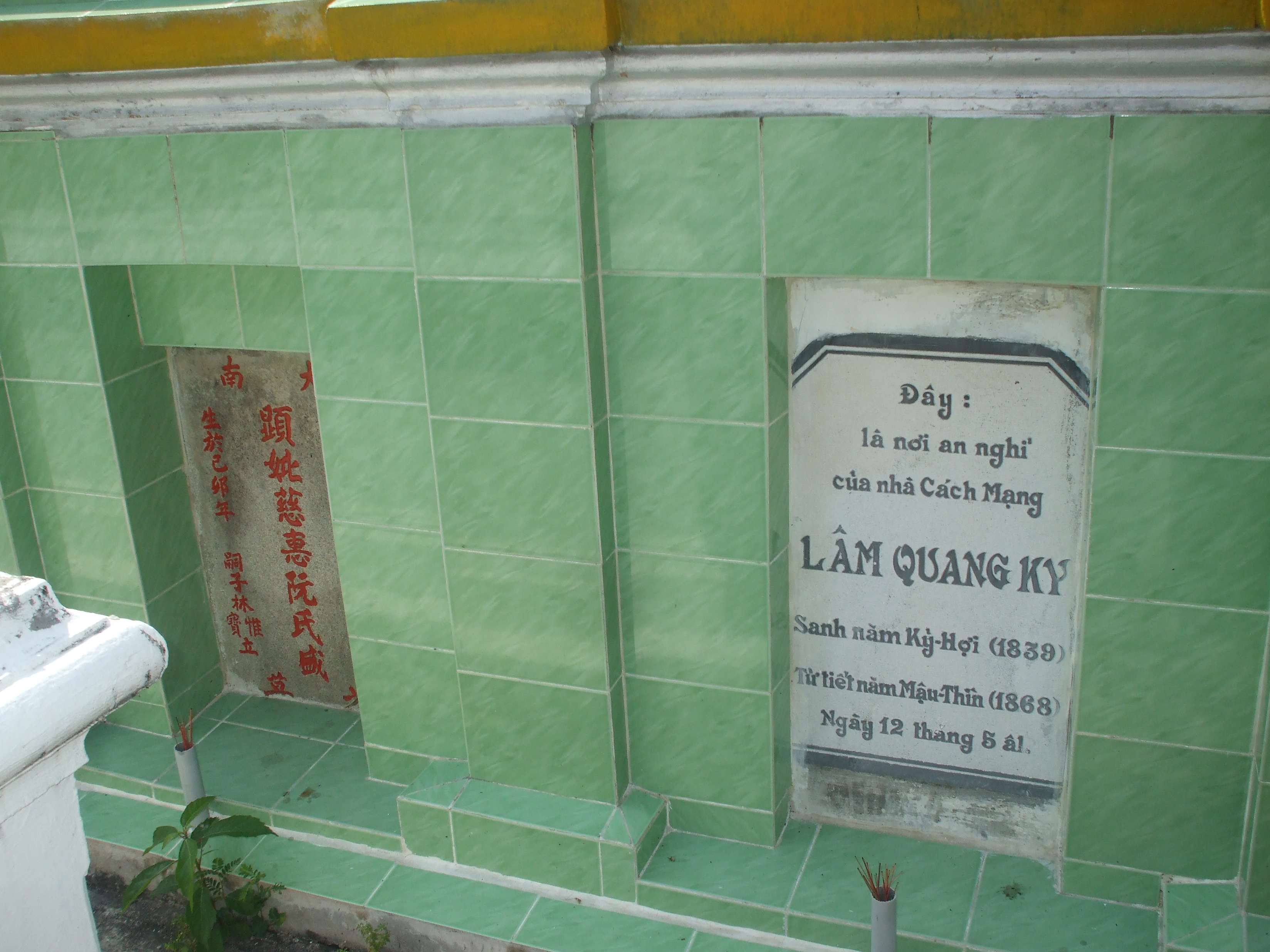
Mộ Lâm Quang Ky và vợ

Sau này, khi Nguyễn Trung Trực bị bắt và cũng bị xử chém tại Rạch Giá, người dân làng Vĩnh Thanh Vân đã bí mật thờ hai ông ở đình thờ Cá Ông (Nam Hải đại vương), nay là ngôi Đình thần Nguyễn Trung Trực (Rạch Giá), tỉnh Kiên Giang. Nơi Đình thần xã Vĩnh Hòa Hiệp, tức làng Tà Niên xưa cũng có bài vị thờ ông. Và tên ông cũng như tên của Nguyễn Trung Trực đều được đặt cho hai đường phố lớn, hai ngôi trường học khang trang và danh tiếng của tỉnh này.
Tại làng Vĩnh Hòa Đông thuộc tổng Kiên Định, huyện Kiên Giang, vốn là làng Vĩnh Hòa Đông xưa, hiện còn mộ phần vợ chồng ông. Dòng họ Lâm ở đấy vẫn còn tôn thờ một mảnh vải, mà theo lời kể của người giữ di vật thì đó là vạt áo của Lâm Quang Ky do chính tay ông cắt đứt khi người vợ trẻ níu áo van xin ông đừng đi nhận cái chết thay.